# Арелон-ан-Сен
Арелон-ан-Сен (фр. Arelaune-en-Seine) — муніципалітет у Франції, у регіоні Нормандія, департамент Приморська Сена. Арелон-ан-Сен утворено 1 січня 2016 року шляхом злиття муніципалітетів Ла-Майре-сюр-Сен i Сен-Нікола-де-Бліктюї. Адміністративним центром муніципалітету є Ла-Майре-сюр-Сен. Населення — 2518 осіб (01.01.2021).